# Tadeusz Borys
Tadeusz Borys (ur. 24 grudnia 1945 w Przyczynie Górnej k. Wschowy) – polski ekonomista, dr hab., profesor Instytutu Nauk o Zarządzaniu i Jakości Wydziału Ekonomii i Zarządzania Uniwersytetu Zielonogórskiego.

## Życiorys
W 1968 ukończył studia w Wyższej Szkole Ekonomicznej we Wrocławiu (przekształconej w 1974 w Akademię Ekonomiczną we Wrocławiu). W 1975 obronił w Akademii Ekonomicznej we Wrocławiu pracę doktorską, tam w 1984 uzyskał stopień doktora habilitowanego. 15 lutego 1996 nadano mu tytuł profesora w zakresie nauk ekonomicznych. 
Pracował w Akademii Ekonomicznej we Wrocławiu, gdzie w latach 1986-1990 kierował Katedrą Diagnostyki Ekonomicznej, od 1990 Katedrą Polityki i Ekonomiki Ochrony Środowiska (przekształconą w 2002 w Katedrę Zarządzania Jakością i Środowiskiem). Od 1986 był prodziekanem i od 1987 do 1993 dziekanem Wydziału  Gospodarki Miejskiej i Usług (przekształconego w 1991 w Wydział Gospodarki Regionalnej i Turystyki AE z siedzibą w Jeleniej Górze. Był wiceprzewodniczącym  Oddziału Polskiego Europejskiego Stowarzyszenia Ekonomistów Środowiska i Zasobów Naturalnych.
Pracował też na stanowisku profesora zwyczajnego w Katedrze Zarządzania Środowiskiem i Gospodarką Publiczną w Instytucie Nauk o Zarządzaniu i Jakości Wydziału Ekonomii i Zarządzania Uniwersytetu Zielonogórskiego. Jest członkiem Komitetu Nauk Ekonomicznych Polskiej Akademii Nauk.